# Wright Model B

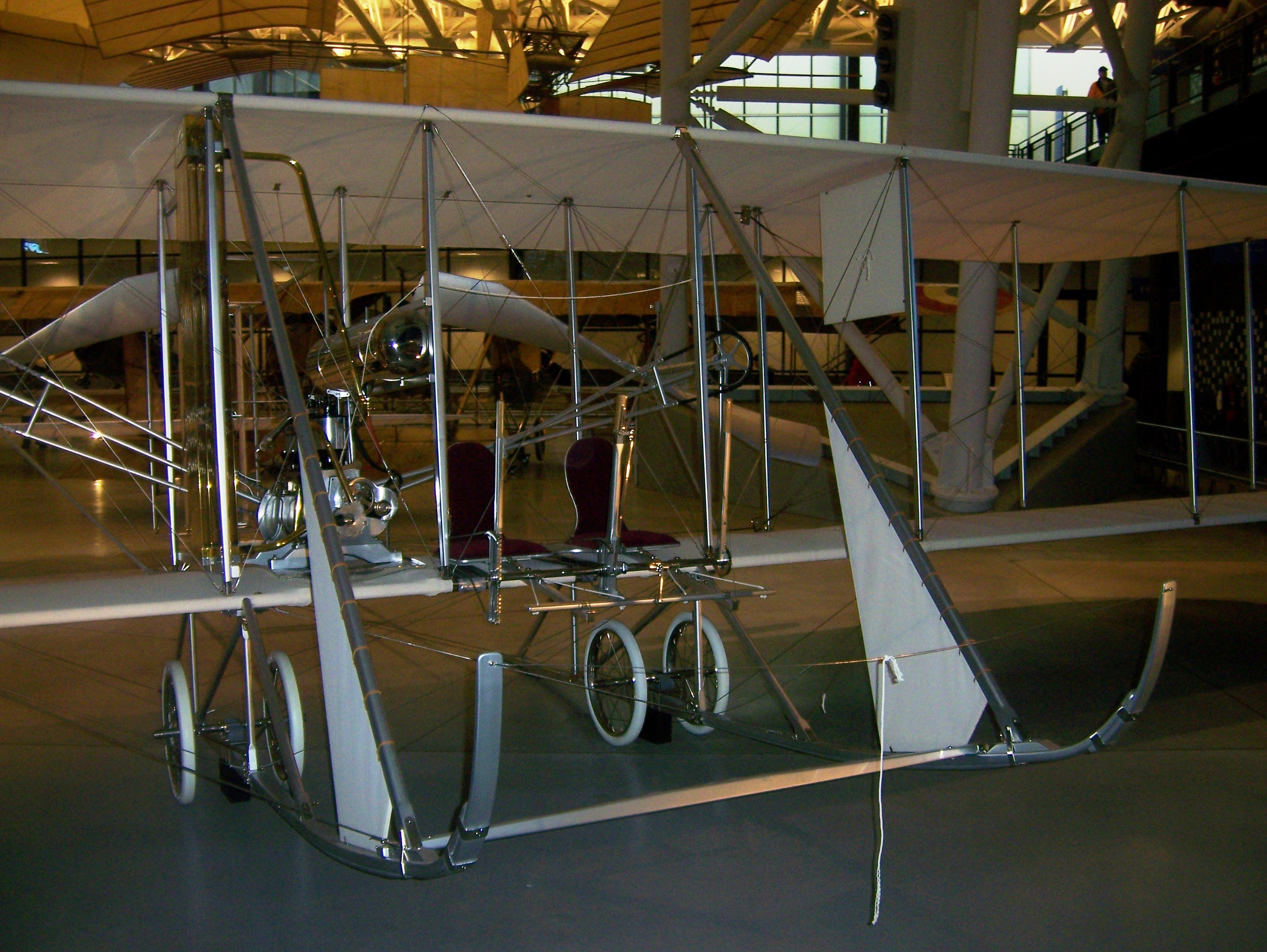
Репліка «Wright Model B» у Центрі Стівена Удвара-Гезі

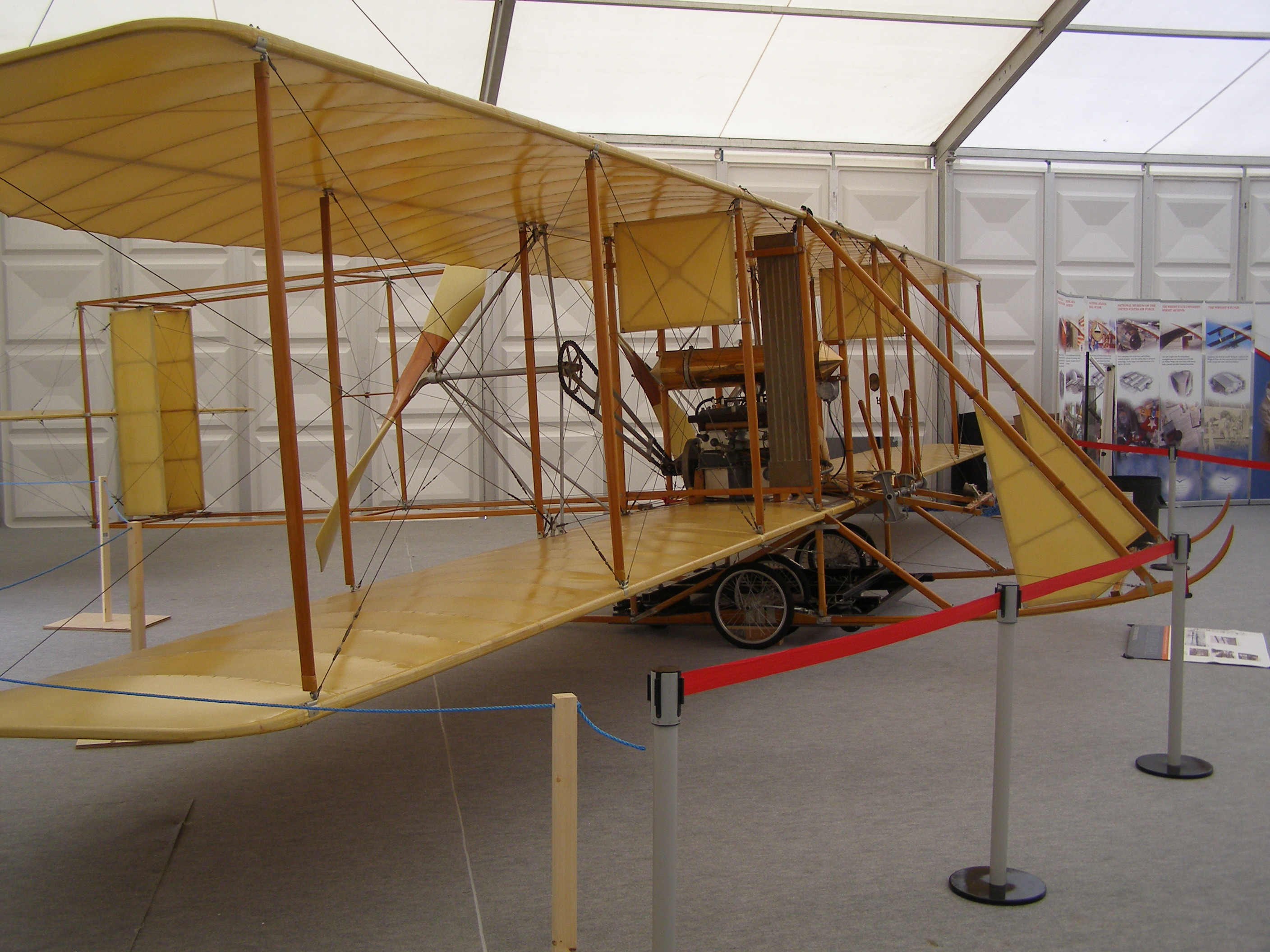
Репліка «Wright Model B» на авіашоу Фарнборо у 2008 році

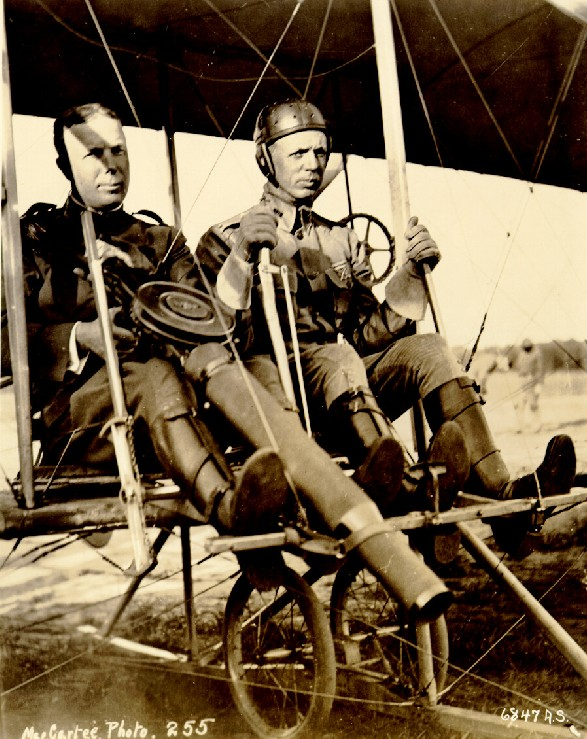
Wright Model B після першої успішної стрільби з кулемета у червні 1912 року

Wright Model B — модель біплану зі штовхаючим гвинтом, побудована братами Райт у 1910 році.
Це був перший з їх проектів, побудований у великій кількості. На відміну від Model A, у нього було повноцінне кермо висоти, яке розміщувалося у хвості, а не спереду, як у попередніх моделях. Model B являла собою двомісну конструкцію, з пілотом та пасажиром, які сиділи поруч на передній кромці нижнього крила.
Брати Райт продали ліцензію на виробництво літака всередині країни (компанії Burgess Co. and Curtis, Inc., яка випускала його під назвою Model F), а також німецькій компанії Flugmaschine Wright. Угода з Burgess була першим ліцензійним виробництвом літальних апаратів у Сполучених Штатах, і більшість із приблизно сотні випущених Model B були фактично побудовані Burgess.
Модифікована Model B, Model EX здобула популярність як «Vin Fiz Flyer», перший літак що перетнув США у 1911 році.
Окрім цивільного ринку, брати Райт змогли продати літаки авіаційній секції Корпусу зв'язку США та ВМС США, які використовували їх у якості 
гідролітаків —  тренажерів.

## Варіанти
- Model B

Двомісний спортивний біплан, з двигуном Wright у 35 к.с.
- Model B-1

Варіант цивільного гідролітака з двома сталевими та алюмінієвими поплавками.
- Model B-2

Варіант цивільного гідролітака з одним поплавком.
- Model EX

Ця модифікована Model B стала першим літаком, який перетнув територію США.
- Model F

Ліцензійна версія компанії Burgess.
- Model G

Непобудована версія компанії Burgess.
- Model G Aeroboat

Два літаки, побудовані для ВМС США в 1913 і 1914 роках, подібні до Model F, і позначені AH-19.

## Участь у рекламних компаніях
- Вантажоперевезення

Макс Морхауз (Max Morehouse) — власник компанії Morehouse-Martens вирішив збільшити оборот фірми за допомогою визначної рекламної акції. Інструментом для її реалізації він обрав літак — новинку, до якої була прикута увага тодішнього суспільства. Тим більш літальні апарати вироблялися в сусідньому місті Дейтон.
Морхауз уклав договір з братами Райт про перевезення партії шовку з Дейтона в Колумбус на літаку, обіцяючи за це астрономічну суму в 5000 доларів (за ці гроші в той час можна було купити новий екземпляр Wright B). Два рулони шовку вагою 88 кг, були закріплені на правому сидінні літака. Виконання рейсу було доручено пілоту Філіпу Пармелі (Philipp Orin Parmelee), одному з членів райтовскої пілотажної групи.
Літак стартував з Дейтона 7 листопада 1910 року у 10:45 за місцевим часом. Щоб не збитися з шляху пілот тримав курс уздовж залізничної колії, що зв'язує обидва міста. Політ проходив на висоті 600 — 900 метрів, де було дуже холодно. Щоб не замерзнути Пармелі, не відриваючись від управління, проробляв в повітрі фізичні вправи. Wright B прибув в Колумбус через 1 годину 6 хвилин після старту, подолавши відстань у 105 км. Таким чином, був встановлений новий рекорд швидкості в прямолінійному польоті. Приземлення відбулося на міському іподромі, який для кращої видимості з повітря був позначений білими прапорами. Прибуття літака зустрічали 3000 чоловік.
Своєї мети Морхауз досяг. Йому вдалося привернути увагу до акції не тільки в США, але і за межами, що, принесло йому чималі дивіденди. Морхауз був справжнім підприємцем, тому спробував отримати з цієї акції все, що можливо. По-перше, він узяв з усіх бажаючих спостерігати посадку літака на іподромі по долару, ще по 25 центів коштувало бронювання кращих місць, плюс по 3 долари за парковку автомобілів. Отриману "повітряним хрещенням" тканину Морхауз велів розрізати на маленькі клаптики, які продавалися разом з листівками по п'ять центів. Таким чином, бізнесмен не тільки відшкодував витрати на акцію, але отримав доход майже у 1000 USD.
- «Експрес доставка»

Через два з невеликим роки пілот Гаррі Джонс (Harry M. Jones) вирішив, задовго до FedEx, UPS або DHL, організувати доставку посилок повітрям, за маршрутом Бостон — Нью-Йорк. Вантажем стала баночна тушкована квасоля, Джонс також взяв з собою і листи. Рейс розпочався 13 січня 1913 року. По дорозі відбувалися посадки в містах Провіденс, Нью Хейвен, Нью-Лондон, Бріджпорт та Бруклін (тоді окреме місто), де Джонс залишив частину листів. Через несправності, які вимагали численних вимушених посадок і тривалого ремонту, «експрес — доставка» затягнулася. Джонс прибув у Нью-Йорк лише 31 березня. За цей час відправлена з Бостона квасоля зіпсувалась, тому в пункт призначення Джонс доставив продукт, придбаний вже по дорозі. Як би там не було, але вантаж прибув за призначенням, тому ресторан — замовник виплатив Джонсу обіцяні 500 доларів.
Як і Пармелі, Джонс здійснював переліт в холодну пору року. Однак до експедиції він підготувався краще. Джонс був одягнений в костюм з електропідігрівом, з живленням від бортового електрогенератора.

## Вцілілі літаки та копії
У 2007 році існувало щонайменше три оригінальні Model B.
- Оригінальна Model B експонуються у Національному музеї Військово-повітряних сил США у Дейтоні, штат Огайо. Востаннє він підіймався у повітря під час Міжнародних повітряних перегонів у Дейтоні, у жовтні 1924 року. Він був розміщений у музеї в жовтні 1962 року Юджином В. Кеттерінгом, головою піклувальної ради музею Повітряних Сил.[2]
- Оригінальна Model B, виставлена в Інституті Франкліна у Філадельфії, штат Пенсільванія, була придбана Гровером Клівлендом Бергдоллом у Орвілла Райта, у 1912 році.
- Копія моделі Burgess-Wright Model F демонструється в Аерокосмічному музеї Хілла, Огден, штат Юта.[3]
- Wright B Flyers Inc., некомерційна організація, що базується в музеї — ангарі у аеропорту Дейтон-Райт-Бразерс в Дейтоні, штат Огайо, володіє однією точною копією та однією схожою на Model B. Третю копію втрачено у аварії у 2011 році.

## Технічні характеристики
Основні характеристики
- Екіпаж: 1
- Пасажиромісткість: 1
- Довжина: 7,93 м
- Висота: 2,67 м
- Розмах крила: 11,89 м

- Площа крила: 44,6 м²
- Маса порожнього: 363 кг
- Маса спорядженого: 567 кг
- Силова установка: 1 ×  Wright Vertical з ланцюговою передачею на гвинт —  35 к.с. ( 26 кВт)
- Повітряний гвинт: 2

Льотні характеристики
- Максимальна швидкість: 72 км/год
- Крейсерська швидкість: 64 км/год
- Практична дальність: 177 км